# Edílson (ur. 1970)
Edílson da Silva Ferreira (ur. 17 września 1970 w Salvadorze) – brazylijski piłkarz grający na pozycji napastnika. Mistrz świata z roku 2002.

## Życiorys
Występował w szeregu brazylijskich klubów oraz Benfice Lizbona (1994–1995) i japońskim Kashiwa Reysol. Największe sukcesy odnosił w SE Palmeiras i Corinthians Paulista. Z pierwszym zespołem zostawał mistrzem Brazylii w latach 1993 i 1994, z drugim w sezonach 1998 i 1999. Z Corinthians w 2000 triumfował w Klubowych Mistrzostwach Świata. W ojczyźnie grał także m.in. we CR Flamengo, Cruzeiro EC i CR Vasco da Gama.
W reprezentacji Brazylii grał w latach 1993–2002. Podczas MŚ 2002 nie był graczem podstawowej jedenastki, pojawiał się na boisku w roli rezerwowego.